# Cassie Hawrysh
Cassie Hawrysh, née le 6 mai 1984 à Brandon, est une skeletoneuse canadienne.

## Biographie
Après avoir pratiqué le volley-ball et l'athlétisme durant sa jeunesse, elle a commencé le skeleton en 2009 en participant à un camp d'entraînement organisé à Calgary. Elle entre en équipe nationale en 2012 et participe à la Coupe du monde, terminant quatrième à deux reprises en cette première saison.

## Palmarès
- Championnats du monde
  - Saint-Moritz 2013 : 12e en individuel.

- Coupe du monde
  - Meilleur classement général : 8e en 2013.
  - Meilleur résultat individuel : 4e.

- Championnats du Canada
- Vainqueur en 2014 (ex æquo)[2].